# Wrocławski Rocznik Historii Mówionej
Wrocławski Rocznik Historii Mówionej (WRHM) – czasopismo naukowe w całości poświęcone polskiej i światowej refleksji nad metodologią i źródłami historii mówionej (oral history), wydawane od 2011 r. przez Ośrodek „Pamięć i Przyszłość”. Zgodnie z wykazem czasopism naukowych i recenzowanych materiałów z konferencji międzynarodowych Ministerstwa Nauki i Szkolnictwa Wyższego opublikowanym w 2019 r., „Wrocławski Rocznik Historii Mówionej”, został sklasyfikowany z liczbą 100 punktów, jako czasopismo spełniające wszystkie standardy związane z wydawaniem i recenzowaniem publikacji naukowych (double blind review), a także zapobieganiem plagiatom, ghostwriting i guest authorship. Od pierwszego numeru, oprócz wydania papierowego, rocznik publikowany jest w całości w Internecie, a od 2016 r. proces przygotowania i publikacja wersji online odbywa się na platformie Open Journal Systems na licencji CC BY-SA 4.0. Czasopismo wykorzystuje cyfrowe identyfikatory dokumentów elektronicznych (DOI – Digital Object Identyfier), posiada stronę internetową www.wrhm.pl, znajduje się w Polskiej Bazie Cytowań POL-index, a także w bazach The Central European Journal of Social Sciences and Humanities, The Central and Eastern European Online Library oraz w Bazie Czasopism Humanistycznych i Społecznych.

## Rada Naukowa
- prof. Michael Frisch, Department of History University at Buffalo
- prof. Padraic Kenney, Department of History: Indiana University Bloomington
- dr hab. Wojciech Kucharski, Ośrodek „Pamięć i Przyszłość”
- dr hab. Marta Kurkowska-Budzan, Instytut Historii Uniwersytetu Jagiellońskiego
- prof. Allesandro Portelli, University of Rome
- prof. dr hab. Andrzej Sakson, Instytut Zachodni im. Zygmunta Wojciechowskiego w Poznaniu
- prof. dr hab. Grzegorz Strauchold, Instytut Historyczny Uniwersytetu Wrocławskiego
- prof. dr hab. Jakub Tyszkiewicz, Instytut Historyczny Uniwersytetu Wrocławskiego
- prof. dr hab. Joanna Wojdon, Instytut Historyczny Uniwersytetu Wrocławskiego

## Zespół redakcyjny
- dr Katarzyna Bock-Matuszyk • redaktor naczelna, Ośrodek „Pamięć i Przyszłość”
- dr Ewa Maj • zastępczyni redaktor naczelnej, Ośrodek „Pamięć i Przyszłość”
- Marek Szajda • sekretarz, Ośrodek „Pamięć i Przyszłość”
- Jakub Gałęziowski • redaktor tematyczny, Wydział Nauk o Kulturze i Sztuce,  Uniwersytet Warszawski
- dr Marcelina Jakimowicz • redaktor tematyczny, Uniwersytet Rzeszowski
- dr Marcin Jarząbek • redaktor tematyczny, Uniwersytet Jagielloński
- dr Jolanta Kluba • redaktor tematyczny, Wyższa Szkoła Bankowa
- dr hab. Joanna Nowosielska-Sobel • redaktor tematyczny, Instytut Historyczny Uniwersytetu Wrocławskiego
- dr Aleksandra Paprot-Wielopolska • redaktor tematyczny, Uniwersytet Gdański
- dr Agata Tatarenko • redaktor tematyczny, Instytut Europy Środkowo-Wschodniej